# Thomas Tallis
Thomas Tallis (Kent, 30 de enero de 1505-Greenwich, 23 de noviembre de 1585) fue un compositor inglés de música sacra, uno de los más importantes del siglo XVI.

## Primeros años
No se sabe mucho sobre sus primeros años, pero existe consenso en situar su nacimiento a principios del siglo XVI, hacia el final del reinado de Enrique VII de Inglaterra. Su primera mención como músico fue como organista del priorato benedictino de Dover (actualmente, el Dover College), en 1532; después estuvo probablemente en otros monasterios, pero su carrera lo llevó finalmente hasta Londres, donde (probablemente en otoño de 1538) empezó a trabajar en la abadía que los agustinos de Holy Cross tenían en Waltham, Essex, donde estuvo hasta que esta abadía fue disuelta en 1540 a causa de las reformas eclesiásticas impulsadas por Enrique VIII. Continuó ejerciendo en la catedral de Canterbury, y finalmente en la Corte, como gentilhombre de la Capilla Real en 1543. 
Compuso y ejecutó obras para el rey Enrique VIII de Inglaterra, período en el cual escribió música para la iglesia reformada de Inglaterra. También prestó servicios en la corte de los reyes Eduardo VI (1547-1553), y bajo María I (1553-1558) según el rito católico; después, bajo el reinado de Isabel I, desde 1558 hasta la muerte del compositor en 1585, de nuevo bajo el rito anglicano. Para entonces ya era el decano incuestionado de los músicos ingleses.
Durante su período al servicio de sucesivos monarcas como organista y compositor, Tallis evitó hábilmente las peligrosas controversias religiosas que estallaron a su alrededor, y, aunque siguió siendo un católico sin estridencias, supo adaptarse a los nuevos tiempos. Tallis se casó hacia 1552; su esposa Joan le sobrevivió cuatro años. Aparentemente, no tuvieron hijos y más tarde vivió en Greenwich, probablemente cerca del Palacio Real; una tradición local refiere que vivió en Stockwell Street. Fue allí donde falleció en 1585.

## Primeras obras
Las obras más tempranas de Tallis que han llegado hasta nosotros son antífonas devocionales a la Virgen María, que fueron utilizadas fuera de la liturgia y utilizadas en Inglaterra hasta la caída del cardenal Wolsey. Enrique VIII de Inglaterra rompió con el catolicismo en 1534, y el ascenso del protestante Thomas Cranmer influyó de manera notable el estilo musical de la música que se escribía por entonces. Los textos quedaron confinados sobre todo al uso litúrgico y la escritura de Tallis y sus contemporáneos se volvió más severa. La Misa para cuatro voces de Tallis está marcada por una tendencia a un estilo silábico con uso de acordes, y un uso menos frecuente del melisma. Tallis utiliza una variedad rítmica y distintos humores según el significado de sus textos. Según Phillips, Tallis ayudó a encontrar una relación específica en la combinación entre texto y música. Antes de 1547 compuso además una misa, Salve intemerata Virgo escrita según la tradición de la antigua polifonía inglesa, pero sin imitación alguna. Esta originalidad es lo más típico de Tallis.
La liturgia Reformada Anglicana comenzó durante el corto reino de Eduardo VI (1547-1553), y Tallis fue uno de los primeros compositores de música religiosa que escribió motetes con textos en inglés, pese a que el latín continuaba siendo usado. La reina María Tudor, católica, se empeñó en deshacer las reformas religiosas de las décadas precedentes y tras su llegada al trono en 1553 el rito romano fue restaurado y el estilo de los compositores volvió a la escritura elaborada que prevalecía a principios de siglo. Dos de las obras mayores de Tallis, Gaude gloriosa Dei Mater y la misa de Navidad a siete voces Puer natus est nobis son consideradas como pertenecientes a este período. Solamente Puer natus est nobis puede ser datada con precisión en 1554. Siguiendo la práctica predominante de la época, estas piezas tenían como objetivo exaltar la imagen de la Reina, así como alabar a la Madre de Dios. También de la época de la reina María son ocho himnos y nueve responsos. 
Isabel I de Inglaterra sucedió a su hermanastra en 1558, y en el Acta de Establecimiento publicada al año siguiente abolió la liturgia romana y restableció con firmeza el uso del Libro de Oración Común. Los compositores de la corte volvieron a utilizar los aires en inglés, pese a que la práctica de escribir textos en latín continuaba existiendo. Thomas Tallis siguió componiendo música para textos latinos en la Capilla Real, obras ricas y profundas, habitualmente en contrapunto imitativo.
La corriente predominante en Inglaterra a principios del reinado isabelino apuntaba al puritanismo y desalentaba la polifonía litúrgica. Tallis escribió nueve salmos, cantos a cuatro voces para el arzobispo Matthew Parker, impresos en un Salterio publicado en 1567. 
Uno de esos nueve salmos, el Third Mode Melody inspiró en 1910 la celebérrima composición de Ralph Vaughan Williams Fantasy on a Theme of Thomas Tallis (Fantasía sobre un tema de Thomas Tallis). Esta Fantasía dura la cuarta parte que la melodía original, y está orquestada para cuerdas. Fue estrenada en el Three Choirs Festival de la Catedral de Gloucester. 

## Obras tardías
Las obras más conocidas de Tallis del período isabelino incluyen las Lamentations of Jeremiah the Prophet / Lamentaciones del profeta Jeremías, destinadas al servicio de Semana Santa, y el motete Spem in alium (1570), escrito para ocho coros a cinco voces. Se piensa que este motete para 40 voces fue parte de la celebración del cuadragésimo aniversario de la reina en 1573. Tal despliegue de medios no es frecuente en Tallis, cuyas obras revelan generalmente un recato y una poesía que hicieron que sus composiciones fuesen las más duraderas del siglo XVI. El poeta español del siglo XX Andrés Sánchez Robayna, impresionado, dedicó de hecho a esta pieza su poema "A Thomas Tallis":
¿Puede extinguirse, acaso, el eco / de estas voces? ¿Podría / extinguirse el origen de toda claridad / de donde toda luz procede? Cuando / la grabación acaba, todavía resuena / la ola sin estruendo, y nos parece / oír el silencio de otro modo, un silencio / más profundo en el cuarto casi a oscuras, / las olas del origen sobre el mundo. / Sólo entonces, callado, sé decir: / Gracias, voces palpables, indecibles / voces celestes, gracias, Thomas Tallis.

Hacia el fin de su vida, Tallis resistió la tentación de desarrollar una música como la de sus jóvenes contemporáneos, por ejemplo William Byrd, quien había sido además discípulo suyo y había adoptado un estilo más complejo, que combinaba citas dispares de la Biblia en sus textos. Tallis se contentaba con extraer sus textos de la liturgia, y escribía para los servicios de la Capilla Real. Compuso algunas variaciones muy elaboradas para virginal sobre el Felix namque (1562-1564), de construcción mucho más moderna que todas las obras europeas de la misma época.
Es muy probable que en 1543 haya empezado a servir a tiempo completo como miembro de la Capilla Real. Más tarde, aunque la Capilla Real se convirtió en protestante, Tallis fue estimado por igual tanto por católicos como protestantes y anglicanos y cada cual le tenía por uno de los suyos. La reina María le confirió el usufructo de una mansión señorial en Kent que le proveyó de una renta anual más que suficiente. En 1575, Isabel I le otorgó tanto a él como a William Byrd un monopolio de veintiún años para la música polifónica, además de una patente para imprimir y publicar música, algo que constituyó uno de los primeros acuerdos de este tipo en el país. 
El monopolio de Tallis abarcaba canciones en partes, y sus derechos exclusivos abarcaban para componer e imprimir en inglés, latín, italiano o cualquier otra lengua siempre que fuera música religiosa o de cámara. En virtud del monopolio de 1575, solo él y Byrd estaban autorizados para usar el papel que se empleaba para imprimir música. Y Tallis y Byrd usaron este monopolio para producir Cantiones quae ab argumento sacrae vocantur, aunque la obra no se vendió bien y tuvieron que llamar a la reina Isabel I para que les ayudara. 
Tallis y Byrd podían trabajar para religiones opuestas siempre y cuando sus convicciones no interfirieran en su trabajo. Tallis continuó siendo respetado aun en medio de una continua sucesión movimientos religiosos opuestos, y rechazó por igual la violencia desencadenada por católicos y por protestantes. No fue fácil, y su música refleja la agitación de la época.
Thomas Tallis falleció pacíficamente en su casa de Greenwich, en 1585, el 25 de octubre. Fue enterrado en la Saint Alfege's Church. Su epitafio reza así:
As he did live, so also did he die, / In mild and quiet Sort O! happy Man. / Murió como vivió, tranquilamente. / ¡Oh! ¡Hombre afortunado!
Byrd escribió una elegía fúnebre Ye Sacred Muses en honor de Tallis.